# Manonichthys
Manonichthys is een geslacht van straalvinnige vissen uit de familie van dwergzeebaarzen (Pseudochromidae).

## Soorten
- Manonichthys jamali Allen & Erdmann, 2007
- Manonichthys alleni Gill, 2004
- Manonichthys paranox (Lubbock & Goldman, 1976)
- Manonichthys polynemus (Fowler, 1931)
- Manonichthys scintilla Gill & Williams, 2011
- Manonichthys splendens (Fowler, 1931)
- Manonichthys winterbottomi Gill, 2004